# パウリーネ・フォン・ヴュルテンベルク (1810-1856)
パウリーネ・フリーデリケ・マリー・フォン・ヴュルテンベルク（Pauline Friederike Marie von Württemberg, 1810年2月25日 - 1856年7月7日）は、ナッサウ公ヴィルヘルムの妃。
ヴュルテンベルク王子パウルと、妃であるシャルロッテ・フォン・ザクセン＝ヒルトブルクハウゼンの次女として、シュトゥットガルトで生まれた。姉にロシア大公妃エレナ・パヴロヴナがいる。
1829年4月、ナッサウ公ヴィルヘルムと結婚した。ヴィルヘルムの先妻ルイーゼ・フォン・ザクセン＝ヒルトブルクハウゼンは、パウリーネの母シャルロッテの実妹であった。

## 子女
- 女児（1830年、夭折）
- ヘレーネ（1831年 - 1880年） - ヴァルデック＝ピルモント侯ゲオルク・ヴィクトル妃
- ニコラウス・ヴィルヘルム（1832年 - 1905年） - 軍人。1868年にナタリア・プーシキンと貴賤結婚。2人の子孫はメレンベルク伯を名乗った
- ゾフィア（1836年 - 1913年） - スウェーデン王オスカル2世妃